# A93 road
Die A93 road (englisch für ‚Straße A93‘) ist eine Straße in Schottland, die Perth mit Aberdeen verbindet. Sie gehört zu den bedeutendsten Fernverkehrsstraßen der Council Areas Perth and Kinross, Aberdeenshire und Aberdeen.

## Verlauf
Die A93 beginnt am Broxden-Kreisverkehr westlich von Perth, an dem die M90 von Süden kommend endet und die A9 in nördlicher Richtung abgeht. Sie führt dann durch die westlichen Stadtteile Perths und kreuzt den Tay jenseits des Stadtzentrums. Hier kreuzt sie auch die A85, die in westlicher Richtung über Crianlarich bis nach Oban führt. Noch innerhalb Perths zweigt die nach Forfar führende A94 in nordöstlicher Richtung ab. Nach der Brücke über den Isla verläuft entlang der Straße die Meikleour Beech Hedge, welche als höchste Hecke der Welt gilt. Etwa 20 km jenseits von Perth erreicht die Straße Blairgowrie and Rattray, wo sie den Ericht quert. Sie folgt dessen Lauf für einige Kilometer in nordnordöstlicher Richtung und schließt die dünnbesiedelten nördlichen Regionen von Perth and Kinross beziehungsweise die westlichen Gebiete von Aberdeenshire an das Fernstraßennetz an.
An der Grenze zwischen den beiden Council Areas passiert die A93 den Cairnwell Pass, mit 670 Metern der höchstgelegene Pass an einer Hauptverkehrsstraße in Großbritannien. Sie folgt dann bis nahe dessen Mündung dem Clunie Water, das sie zweimal quert. Wenige hundert Meter nördlich von Braemar schwenkt der Verlauf der A93 abrupt nach Osten und folgt fortan dem Lauf des Dee, den sie nach wenigen Kilometern kreuzt und dann entlang dessen Nordufer verläuft. 22 km ostwärts wird mit Ballater die nächste größere Ortschaft erreicht. Bei Dinnet zweigt die A97, die über Huntly bis nach Banff am Moray Firth führt. Über Aboyne, Banchory und Peterculter erreicht die Straße schließlich die dichter besiedelten Regionen nahe Aberdeen und zuletzt die Stadt selbst, in deren Zentrum sie endet. Mit Ausnahme von kurzen Abschnitten in Perth und Aberdeen, ist die A93 durchgehend zweispurig geführt.

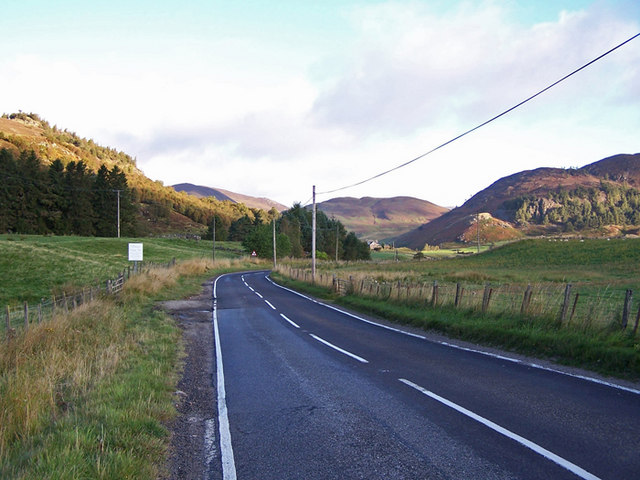
Die A93 im Norden von Perth and Kinross
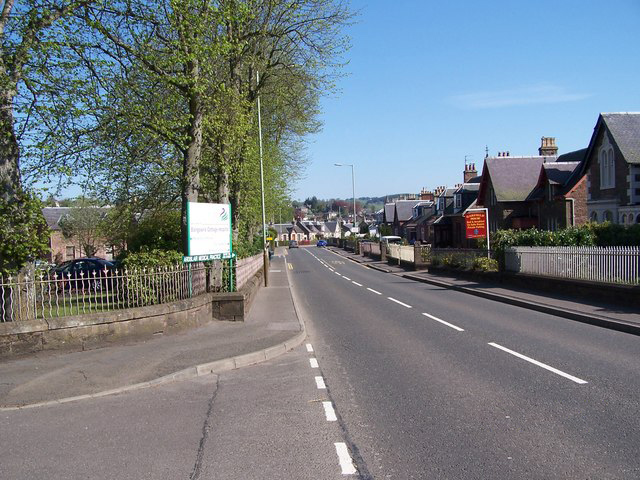
Stadtdurchfahrt Blairgowrie
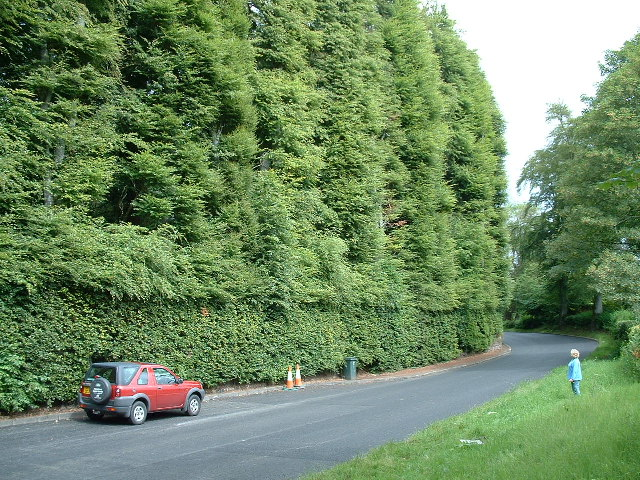
Verlauf entlang der Meikleour Beech Hedge